# Zhou Xiaowang
Zhou Xiaowang, (周孝王) de son nom personnel Ji Bi Fang (姬辟方), fut le huitième roi de la dynastie Zhou. Il fut intronisé en -884 et mourut en -875.